# UGC 11
UGC 11 es una galaxia espiral localizada en la constelación de Pegaso.